# Chêne-en-Semine
Chêne-en-Semine är en kommun i departementet Haute-Savoie i regionen Auvergne-Rhône-Alpes i sydöstra Frankrike. Kommunen ligger i kantonen Seyssel som tillhör arrondissementet Saint-Julien-en-Genevois. År 2022 hade Chêne-en-Semine 526 invånare.

## Befolkningsutveckling
Antalet invånare i kommunen Chêne-en-Semine
| Referens: INSEE |